# Sparysoma szmaragdowa
Sparysoma szmaragdowa (Sparisoma viride) – gatunek morskiej ryby okoniokształtnej z rodziny skarusowatych (Scaridae).

## Występowanie
Gatunek można spotkać w wodach zachodniego Atlantyku, u wybrzeży Florydy, Bahamów i Bermudów poprzez Morze Karaibskie, aż do północnych wybrzeży Brazylii. Zazwyczaj występuje w pobliżu raf koralowych na głębokości do 50 metrów.

## Charakterystyka

### Wygląd
Gdy osiąga dorosłość, mierzy około 16 centymetrów, natomiast maksymalnie może osiągnąć nawet 64 centymetry. Zazwyczaj jest to około 38 centymetrów. Maksymalna odnotowana masa ciała to 1,6 kg.
Osiąga różne i intensywne kolory. Samice oraz młode mają odznaczone łuski szarą linią. Często są czerwone od spodu. Są zazwyczaj czerwone, szare, brązowe lub czarne. Mają żółte plamki na krawędzi skrzeli oraz żółty pasek przy podstawie ogona.

### Dieta
Żywią się głównie algami, jednak zaobserwowano jak żywiły się koralowcami (Orbicella annularis). Jest to możliwe dzięki silnym szczękom oraz stale odrastającym zębom.

### Rozmnażanie
Ich zachowanie jest zależne od kolorów samca. Ponadto gatunek ten może zmieniać płeć w czasie życia. Samce, które nie zmieniły płci, są podobne do samic, natomiast jeśli zmienią płeć, występują w jasnozielonej, niebieskiej lub czerwonej barwie. Zmiana płci możliwa jest dzięki kontroli hormonów.
Po złożeniu ikry jajeczka mają 1 milimetr, a po 25 godzinach 1,4 milimetra.
Młode ukrywają się przy dnie w wodorostach.